# Fredrikssonite
La fredrikssonite è un minerale appartenente al gruppo della ludwigite.